# Громова, Ксения Александровна
Ксе́ния Алекса́ндровна Гро́мова (род. 1 декабря 1975, Донецк) — российская актриса театра и кино. Лауреатка премии «ТЭФИ-2009» в номинации «Исполнительница женской роли в телевизионном фильме/сериале» за роль в фильме «Мой муж — гений» (2009).

## Биография
В 1997 году Ксения Громова окончила школу-студию МХАТ (мастерская Авангарда Леонтьева). Работала в Московском Новом драматическом театре и театре-студии «Человек». 
С 2008 по 2022 год состояла в труппе Московского драматического театра под руководством Армена Джигарханяна.
С 2022 года — актриса Театра сатиры.

## Творчество

### Работы в театре
- 1997 — «Чайка» — Маша А. Чехов (режиссёр А. Леонтьев)
- 2002 — «Лысая певица» — Мэри Э. Ионеско режиссёр А. Огарёв
- 2006 — «Невероятные происшествия» — Елена Ивановна Ф. М. Достоевский (режиссёр В. Долгачев)
- 2006 — «Либидо» — Гну-Цхы-Пфу А. Чугунов

(режиссёр А. Огарёв)
Московский Новый драматический театр:
- 1997 — «Блажь» — Настя П. Невежин (режиссёр Сергеев,)
- 1998 — «Журден» — Служанка Николь Мольер
- 1999 — «Московские истории о любви и браке» — Людмила Сеитова, княжна А. Островский (режиссёр Б. Львов-Анохин)
- 2003 — «Время рожать» — Светлана (девушка мечты), Катя (добрая девочка), Катенька Орловская В. Ерофеев (режиссёр В. Долгачев)
- 2003 — «Один из последних вечеров карнавала» — Эленетта К. Гольдони

(режиссёр В. Долгачев)
Театр «АпАРТ»:
- 2004 — «Фантазии Ивана Петровича» по мотивам произведений А. С. Пушкина — Дуня и Авдотья-ключница (режиссёр Гарольд Стрелков)

Театр п/р Джигарханяна:
- 2008 — «Три сестры» — Ирина[1]

Роли в зарубежных театрах:
- 1997 — «Дело в улице Лурсин» — Лабиш, (режиссёр Виндиш Шпоерк, Школа Макса Рейнхардта, Австрия)
- 2001 — «Entre Nous Между Нами» — Жена (режиссёр Кристоф Фетрие, театр-студия «Человек», Международный театральный проект «Перспектива» Россия-Франция)

### Фильмография
1. 1998 — Чехов и Ко — Пансионерка
2. 2000 — Русский бунт — Палаша
3. 2005 — Хиромант — Редактор ток-шоу
4. 2005 — Не родись красивой — Эльвира, секретарь Юлианы
5. 2006 — Девять месяцев — Клоун-«пузик»
6. 2006 — Серко — Галина
7. 2006 — Точка — Девушка на точке
8. 2007 — Иное — Юля
9. 2007 — Литейный, 4
10. 2007 — На пути к сердцу
11. 2007 — Путейцы
12. 2007 — Судебная колонка — Судмедэксперт Соловьева
13. 2008 — Мой муж — гений — Кора Ландау — Дробанцева
14. 2009 — Пелагия и белый бульдог — Олимпиада Савельевна Шестаго
15. 2009 — Отблески — Маша
16. 2009 — Телохранитель 2 — Прокофьева
17. 2010 — «Алиби» на двоих — Маша
18. 2010 — Двое в чужом доме — София
19. 2010 — Основная версия — Светлана Петровна Крюкова
20. 2010 — Школа для толстушек — Полина
21. 2011 — Краткий курс счастливой жизни — Катя
22. 2011 — Маяковский. Два дня — Эльза Триоле
23. 2011 — М.У.Р — Ирина Мартынова
24. 2012 — Поединки: Похищение бомбы — Вера Барковская
25. 2012 — Петрович (Переговорщик, фильм № 11) —  Галина Завьялова, адвокат
26. 2013 — Танцы марионеток
27. 2015 — Точки опоры (8-я серия) — Елена Зайцева
28. 2015 — Дельта (Продолжение) — Алёна Бекетова
29. 2021 — Полёт — Елена, мама Котёнка
30. 2021 — Инсомния — Лида

### Озвучание
1. 1981 — Подводная лодка (фильм) — Моник (дубляж по переозвучке «Max Brass»)
2. 2006 — Особенный (мультфильм) — Василиса